# Davalls Segge
Davalls Segge (Carex davalliana), auch Davall-Segge, Torf-Segge oder Rau-Segge genannt, ist eine Pflanzenart aus der Gattung Seggen (Carex) innerhalb der Familie der Sauergrasgewächse (Cyperaceae). Sie ist in Eurasien verbreitet.

## Beschreibung

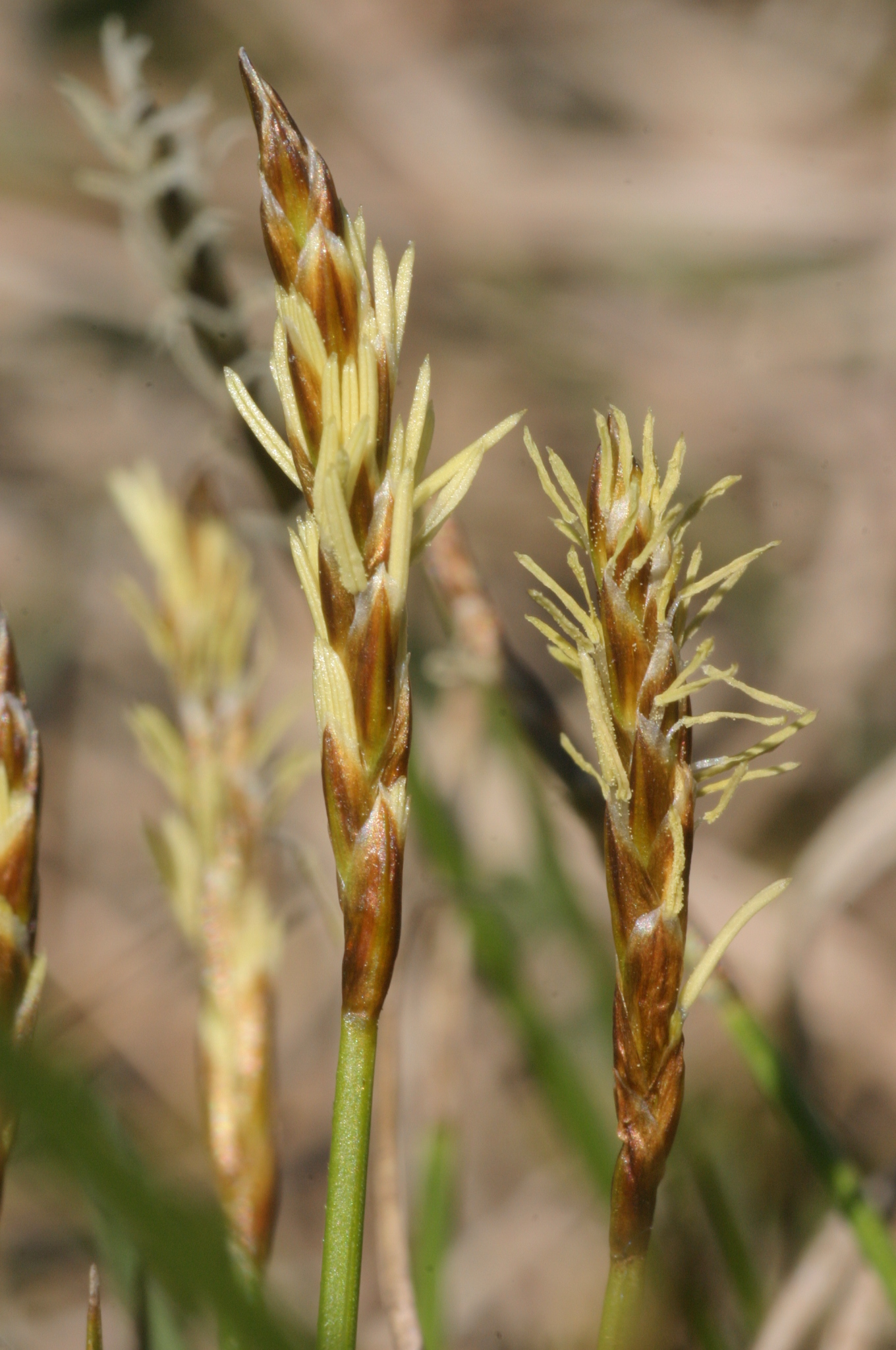
Männliche Ähren

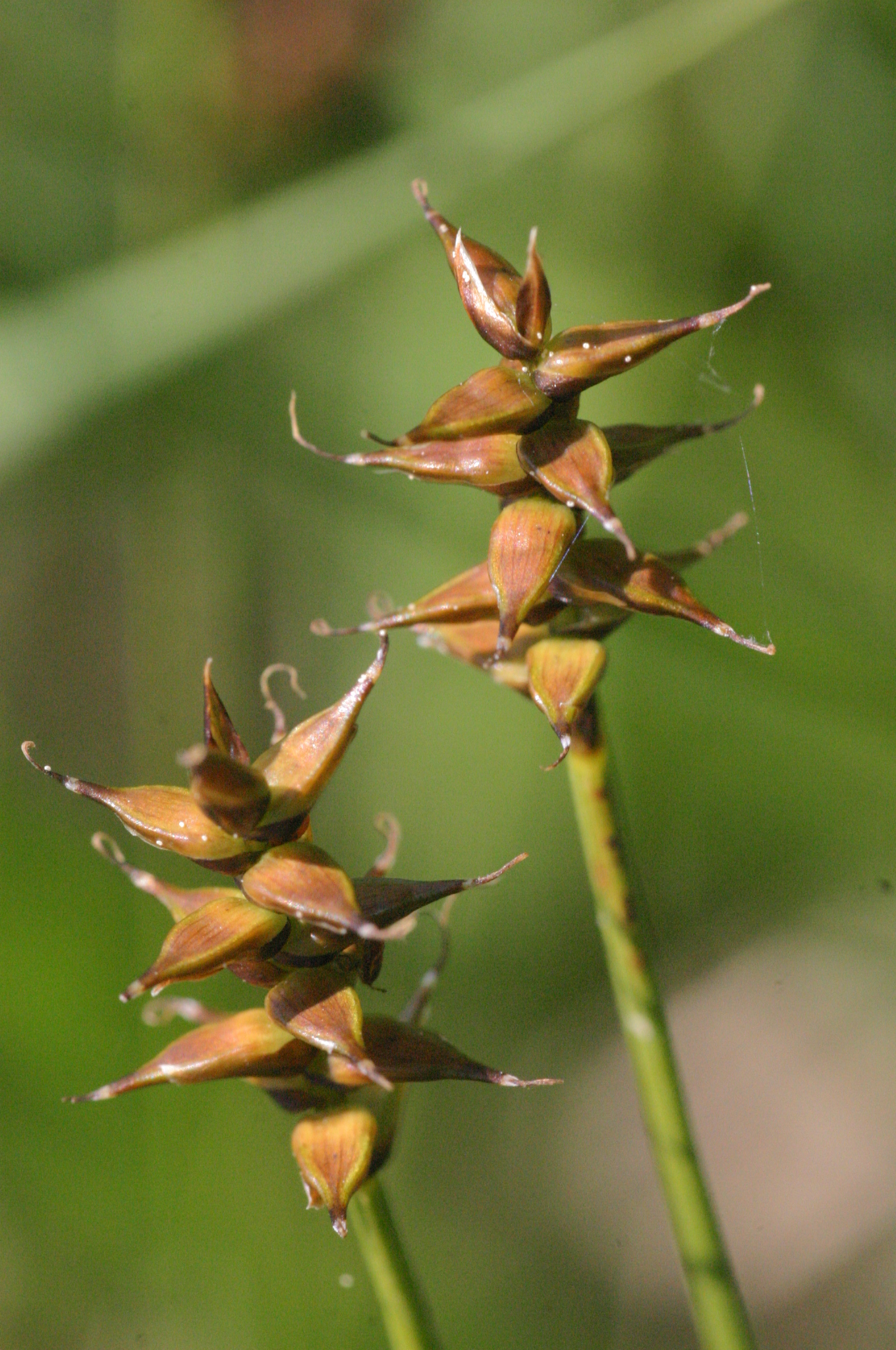
Fruchtstände

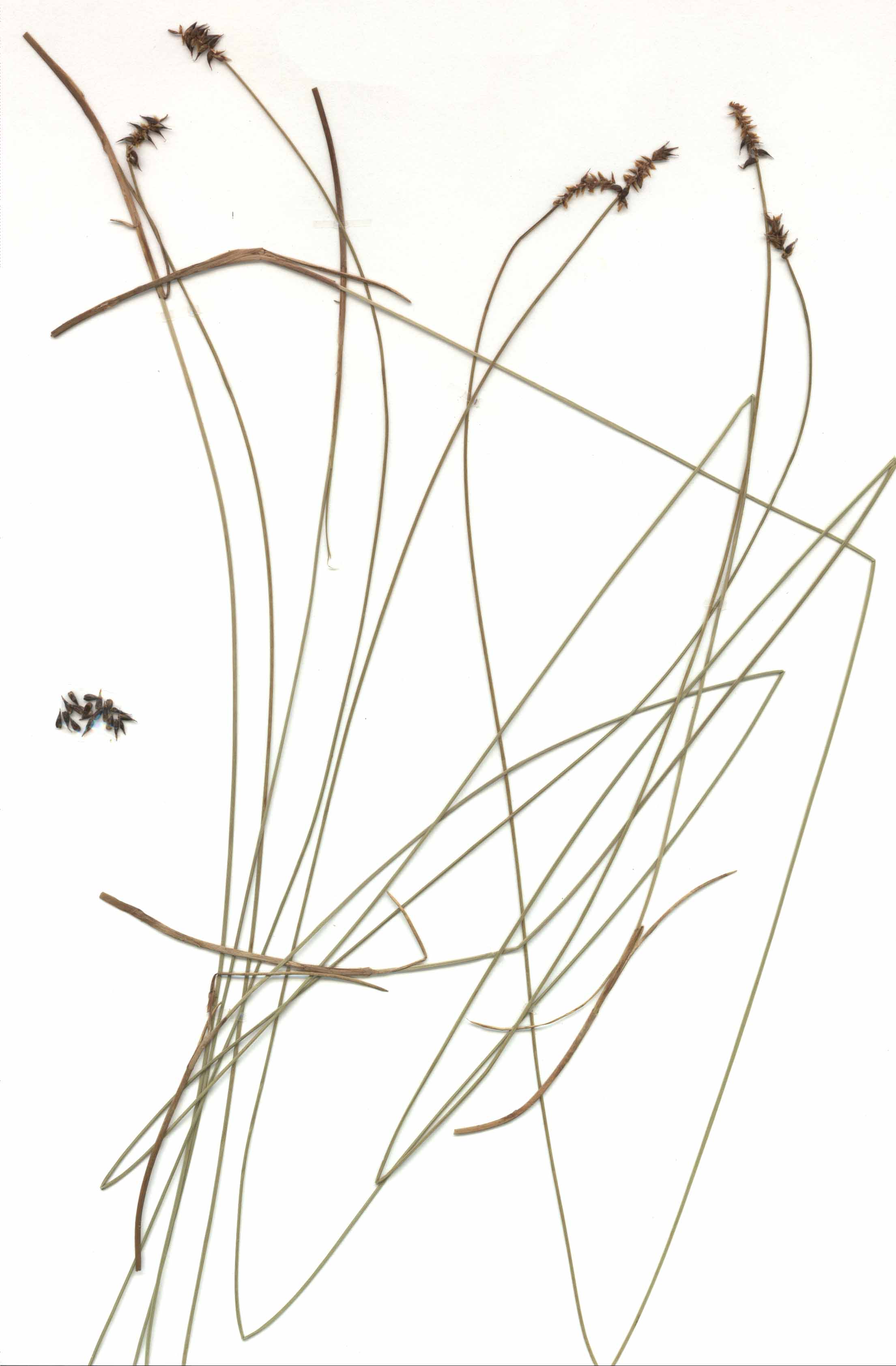
Stängel weiblicher Exemplare im Herbar (bitte keine Pflanzenexemplare oder -teile aus Naturbeständen entnehmen)

### Vegetative Merkmale
Davalls Segge wächst als immergrüne, ausdauernde krautige Pflanze, die Wuchshöhen von 10 bis 25, selten bis zu 50 Zentimetern erreicht. Sie bildet ohne Ausläufer dichte feste Horste. Die starr aufrechten Stängel tragen am Grund faserige Blattreste und sind oben rau, im Querschnitt bei einem Durchmesser von etwa 0,5 Millimetern rund bis undeutlich dreikantig. Die Blattscheiden sind dunkel-braun. Die dunkel-grünen, im Querschnitt stumpf-dreikantigen Blattspreiten sind kürzer als der Stängel und an den Rändern rau. Die Laubblätter sind bei einer Breite von nur etwa 0,5 Millimeter fadenförmig.

### Generative Merkmale
Die Blütezeit erstreckt sich von April bis Juni. Der Blütenstand besteht aus einer einzigen, bis zu 2 Zentimeter langen, endständigen Ähre. Davalls Segge ist zweihäusig getrenntgeschlechtig (diözisch). Ein Horst hat also entweder nur männliche oder nur weibliche Blütenstände. Der männliche Blütenstand ist etwa 2 Zentimeter lang und etwa 2 Millimeter breit. Die weiblichen Ähren sind lockerblütig, bis etwa 1,5 Zentimeter lang und etwa 4 Millimeter breit. Die Spelzen der männlichen Blüten sind lanzettlich mit spitzem oberen Ende, gelb-braun mit einem hyalinen Rand. Die männlichen Blüten verfügen über drei Staubblätter. Die Spelzen der weiblichen Blüten sind eiförmig mit spitzem oberen Ende, dunkel-braun mit hellen Rändern und fallen nicht vor der Fruchtreife ab. Jede weibliche Blüte enthält zwei Narben. Die Schläuche der weiblichen Blüten sind länglich-lanzettlich, kastanien-braun, aus eiförmigem Grund in eine schlanken Schnabel allmählich zugespitzt, 3 bis 4 Millimeter lang und 1 Millimeter breit; sie sind zuerst aufrecht abstehend, später zurückgeschlagen oder zurückgekrümmt und mit der Spitze schräg abwärts gerichtet.
Die Frucht ist im Umriss eiförmig und linsenförmig abgeflacht.
Die Chromosomenzahl beträgt 2n = 46 bzw. 92.

## Ökologie
Bei Davalls Segge handelt es sich um einen Hemikryptophyten.
Die Ausbreitung der Diasporen erfolgt durch Vögel, an deren Gefieder sich die Früchte anheften.

## Verbreitung und Standort
Carex davalliana kommt in Eurasien von West- und Mitteleuropa bis nach Westrussland und Kleinasien vor. Ihr Verbreitungsgebiet erstreckt sich in Europa von den Pyrenäen im Westen bis zu den Karpaten im Osten und nach Norden bis Estland, aber in Skandinavien fehlt sie und in „Großbritannien“ ist sie ausgestorben, in der norddeutschen Tiefebene ist sie sehr selten; im Süden, vor allem in den Gebirgen bis nach Mittelitalien und in Griechenland gibt es einzelne Vorkommen, auch in Anatolien und in Südrussland. Sie ist ein praealpines Florenelement.
Davalls Segge kommt in Mitteleuropa gebietsweise verbreitet vor. Sie fehlt anscheinend seit vielen Jahrzehnten im mitteleuropäischen Tiefland, oder sie kommt dort nur noch vereinzelt vor; in Mitteleuropa ist sie in  den Mittelgebirgen mit kalkhaltigen Gesteinen selten; im Alpenvorland und in den Alpen kommt sie zerstreut vor. Sie bildet zum Teil größere Bestände. Sie steigt in den Alpen bis in Höhenlagen von über 2500 Metern. In den Allgäuer Alpen steigt sie an der Höferspitze in Vorarlberg bis zu einer Höhenlage von 1800 Meter auf. In Graubünden steigt sie bis auf einer Höhenlage von 2400 Meter, im Kanton Wallis am Riffelsee und Riffelberg bis zu einer Höhenlage von 2750 Meter.
In Österreich ist sie meist häufig, gebietsweise jedoch gefährdet. In der Schweiz ist sie allgemein verbreitet zu finden. Davalls Segge kommt in Deutschland nur im Süden zerstreut bis stellenweise verbreitet vor. Aus England war nur ein Standort (Kalkflachmoor nahe Bath) bekannt, der schon im 19. Jahrhundert zerstört wurde.
Die Davalls Segge wächst in Flach- und Quellmooren. Davalls Segge gedeiht am besten auf nassen, basen- und oft kalkhaltigen Böden, die höchstens mäßig sauer sind. Sie bevorzugt nasse, meist kalkreiche Tuffböden. Dort bildet sie zusammen mit weiteren Pflanzenarten Kleinseggenriede der Ordnung des Davall-Seggen-Quellmoores (Caricetalia davallianae).
Davalls Segge ist empfindlich gegen Stickstoffsalze und verträgt daher keine Düngung. Sie gedeiht meit in Flachmooren und quellige Standorten an Hängen. Im Alpenvorland kommt sie auch in extensiv genutzten Streuwiesen vor, die nur einmal im Jahr, und zwar im Spätsommer, gemäht werden.
Die ökologischen Zeigerwerte nach Landolt & al. 2010 sind in der Schweiz: Feuchtezahl F = 4+w (nass aber mäßig wechselnd), Lichtzahl L = 4 (hell), Reaktionszahl R = 4 (neutral bis basisch), Temperaturzahl T = 3 (montan), Nährstoffzahl N = 2 (nährstoffarm), Kontinentalitätszahl K = 3 (subozeanisch bis subkontinental).

### Gefährdung
In Deutschland gilt die Davalls Segge in der Roten Liste der gefährdeten Pflanzenarten als „gefährdet“. In der Schweiz ist die Art generell nicht gefährdet und nur im Mittelland und auf der Alpensüdseite als potentiell gefährdet.

## Taxonomie
Die Erstbeschreibung von Carex davalliana erfolgte 1800 durch James Edward Smith in „Transactions of the Linnean Society of London“, Band 5, S. 266. Das Artepitheton davalliana ehrt den Schweizer Botaniker englischer Herkunft Edmund Davall (1763–1798).